# Daniele Pellissier
Pietro Emilio Daniele Pellissier (pron. fr. AFI: [pelisje]) (Valtournenche, 9 febbraio 1904 – Genova, 8 novembre 1972) è stato un fondista e sciatore di pattuglia militare italiano.

## Biografia
Nato a Valtournenche, in Valle d'Aosta, nel 1904, a 20 anni partecipò ai primi Giochi olimpici invernali, quelli di Chamonix-Mont-Blanc 1924, nella 18 km di sci di fondo, arrivando 15º in 1h33'45"2.
4 anni dopo prese parte alle Olimpiadi di Sankt Moritz 1928 nella gara di pattuglia militare, prova solo dimostrativa, insieme a Erminio Confortola, Piero Maquignaz ed Enrico Silvestri, terminando 4º in 4'07"30.
Ai campionati italiani di sci di fondo fu bronzo nella 35 km nel 1928.
Fu anche guida alpina: in sua memoria è presente una targa in Piazza della Chiesa a Valtournenche, dedicata anche al fratello minore Jean, guida alpina e alpinista.
Morì a 68 anni, nel 1972.